# Lukáts Adolf
Lukáts Adolf (Felsőolsva, 1848. május 16. – Budapest, 1924. május 20.) jogász, egyetemi tanár.

## Életpályája
1875–1894 között a pécsi jogakadémián tanár. 1878-ban a budapesti egyetemen magántanári képesítést nyert büntetőjogból. 1891-ben kinevezték a pécsi ítélőtáblához. 1894-től 1919-ig a kolozsvári egyetemen a büntetőjog nyilvános rendes tanára. 1897–1898, 1905–1906 és 1912–1913 években a jogi kar dékánja, 1916–1917-ben az egyetem rektora volt. Az egyetem elmenekülése után, 1920–1924 között a rövid ideig Budapesten, majd Szegeden működő egyetem nyilvános rendes tanára büntetőjogból.
Sírja a budapesti Kerepesi temetőben van (azonosítója: 50-2-49).

## Munkássága
Kutatási területe a büntetőjog.

### Művei (válogatás)
- A bűnvádi per előkészítő része (Kolozsvár, 1904–1905)
- A vádaláhelyezés (Kolozsvár, 1906)
- A főtárgyalás (Budapest, 1906)
- Az esküdtbíróság (Budapest, 1908)